# David Wootton
David Richard John Wootton (geboren 15. Januar 1952) ist ein britischer Wissenschaftshistoriker.     

## Leben
David Wootton studierte am Balliol College, Oxford und am Peterhouse der Cambridge University, wo er in Geschichte promoviert wurde. Von 1976 bis 1982 war er Lecturer am
Westfield College der University of London. Danach ging er als Assistant Professor an die Dalhousie University nach Kanada und war dort ab 1985 Associate professor of history. Ab 1987 war er an der University of Western Ontario, und ab 1989 an der University of Victoria als Geschichtsprofessor beschäftigt. 
1995 kehrte er nach London an die Brunel University zurück. Von 1998 an war er am Queen Mary, University of London Professor für Geistesgeschichte. Seit 2004 ist er Geschichtsprofessor an der University of York. Wootton nahm verschiedene Fellowships und Gastprofessuren wahr. 

## Schriften (Auswahl)
- The Invention of Science. London : Allen Lane, 2015
- Galileo: Watcher of the Skies. New Haven : Yale University Press, 2010
- Bad Medicine: Doctors Doing Harm Since Hippocrates. Oxford : Oxford University Press, 2006
- Modern political thought : readings from Machiavelli to Nietzsche. Indianapolis, Ind. : Hackett, 1996
- Paolo Sarpi : between Renaissance and Enlightenment. New York : Cambridge University Press, 1983